# 拉斐特学院
拉斐特学院（英語：Lafayette College）为一所坐落在宾夕法尼亚州伊斯顿的私立文理学院，在纽约市有一个小型卫星校区。1826年詹姆斯·麦迪逊·波特和伊斯顿的其他市民一起创建拉斐特学院，学院第一次授课是在1832年。创始人投票决定以拉斐德侯爵的名字来命名该所学院。
拉斐特学院既被认为是一个潜在的常春藤盟校，又是东北部的一所小常春藤盟校。